# All’s Fair in Oven War
«All’s Fair in Oven War» (с англ. — «Война духовок») — вторая серия шестнадцатого сезона мультсериала «Симпсоны».

## Сюжет
Чтобы не тратить деньги на мебель и строителей, Гомер сам решает построить новую кухню для своей жены, но вместе с кухней он уродует весь дом. Раскошелившись в итоге на новую мечту, Мардж готовит на своем новом священном месте куриные крылышки и приносит их на конкурс кулинаров в спрингфилдскую церковь, где завоевывает признание своего блюда среди всех посетителей. Воодушевленная успехом, Мардж решает выступить на большом конкурсе от фирмы «Свежепёк». На состязании кулинаров она готовит аппетитные сосиски по фирменному рецепту, но другие участники конкурса постоянно мешают Мардж, нарочно причиняя вред её блюду. Разгневанная женщина решает отомстить нечестным конкурсантам и подмешивает в их блюда ушные капли. Марж не знает, что Лиза подсматривает за ней в замочную скважину…
Тем временем Барт находит старые эротические журналы отца, с вырезанными оттуда голыми женщинами. Мальчик устраивает «взрослый клуб» в своем домике на дереве, вычитывает статьи из журналов, ведет разговоры о клубничках и оргиях, не понимая смысла этих слов. Узнав об увлечениях сына, Гомер решает поговорить с Бартом на откровенную тему — рассказать ему, откуда берутся дети. Барт шокирован.
Лиза, видевшая, что натворила Мардж, говорит Мардж, что жульничество — это плохо, и она рассчитывала на другой пример. Она думает, что теперь её примером станет папа, но Барт её сразу же разочаровывает. Лиза пишет Мардж записку в надежде, что та всё исправит, и добивается желаемого. Мардж признаётся, победа достаётся другой. Гомер говорит, что для них Мардж всё равно самый лучший повар, но Мардж ещё долго не может оправиться от случившегося. Её сожаление о случившемся и недовольство по поводу проигрыша – скорбная плата тем, кто с ней состязался, выражение невозможности быть победителем с подобными соперниками. Но ее сожаление и недовольство помогло ей в этом. Брандина Спаклер хоть и выиграла, но зато показала Гомеру и Мардж, как пересмотреть идеи. Гомеру — если бы Мардж выиграла конкурс, одинокие знаменитости забрали ее в жены, так как Гомер дружит с меньшими людьми и избавиться от них будет труднее Клетуса, а Мардж — понимать, каково быть самой популярной знаменитостью на уровне пекаря, но получится побывать в разных странах ценой брака. Джеймс Каан понимает, какими тупыми являются ревнивые мужья и их друзья.

## Пародии
Сцена расстрела Джеймса Каана пародирует подобную сцену из Крестного отца, в которой погибает Сонни Корлеоне (сыгранный в оригинальном фильме Кааном), попав в засаду.